# Zatocze
Zatocze – kolonia wsi Wołowiec w Polsce, położona w województwie zachodniopomorskim, w powiecie goleniowskim, w gminie Nowogard.
W latach 1975–1998 kolonia administracyjnie należała do województwa szczecińskiego.